# Visualización de datos

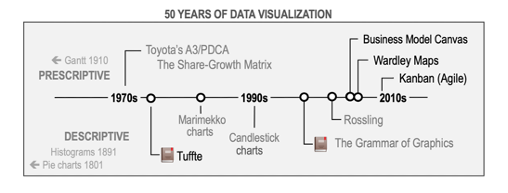
Principales innovaciones en el campo de la visualización de datos 1970-2020.

La visualización de datos es un campo de estudio interdisciplinario cuyo objeto es la representación de datos en formato gráfico. Como forma de comunicación, es particularmente eficiente cuando la cantidad de datos a representar es grande, por ejemplo en el caso de series temporales y/o big data. Desde un punto de vista académico esta representación se puede considerar como un mapeo (proyección) entre los datos originales (normalmente numéricos) y elementos gráficos de la representación visual (por ejemplo líneas o puntos). El mapeo determina cómo los atributos de dichos elementos varían según los datos.
Por ejemplo, un diagrama de barras consiste en mapear la longitud de las barras a la magnitud de cierta variable. La elección del tipo de proyección y otras decisiones de estilo gráfico pueden afectar adversamente la legibilidad del gráfico. La visualización de datos tiene sus orígenes en la disciplina de estadística y por ello, tradicionalmente se la considera parte de la subdisciplina estadística descriptiva. Sin embargo, varios autores han abogado que hoy día es un campo interdisciplinario entre las Bellas Artes y las Ciencias. Como área profesional, la visualización de datos requiere conocimientos de estadística y programación que normalmente se imparten en departamentos de Matemáticas o Ciencias, mientras que también requiere conocimientos de comunicación visual que se enseñan habitualmente en departamentos de Arte.    

## Situación actual

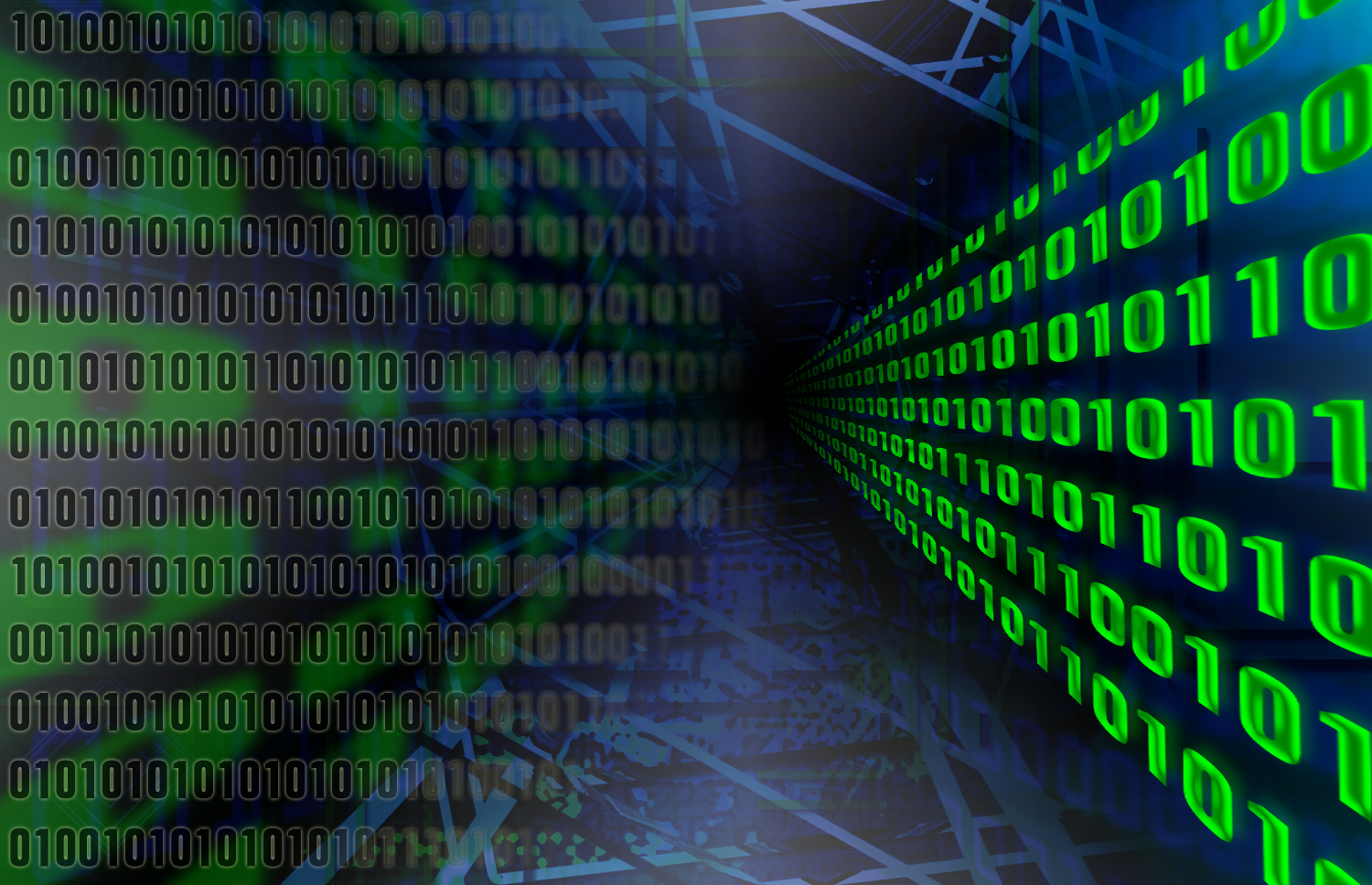
"Big Data" es un fenómeno tecnológico surgido desde los años 80, caracterizado por la necesidad de nuevas herramientas para analizar y manejar grandes conjuntos de datos.

Debido a la gran cantidad de datos que se genera hoy día (ver big data), y a la necesidad por parte de empresas y organizaciones de sumarizar e interpretar los mismos, la visualización de datos se ha convertido en una herramienta muy demandada por empresas y organizaciones que emplean a "data scientists". Sin embargo, la mayoría de estos profesionales suele tener un perfil técnico pero no de diseño. Algunos autores han combatido este hueco educacional con libros enfocados a audiencias técnicas a los que se traslada principios bien establecidos en el mundo de la comunicación visual, mientras que otros han estudiado los aspectos éticos.

## Aplicaciones
Como herramienta de pensamiento, la visualización de datos puede considerarse como una herramienta de:
1. Exploración en la búsqueda de información (Exploratory Data Analisys)
2. Estrategia (Visual thinking, Wardley map, Business Model Canvas y Share-growth matrix)
3. Storytelling (Hans Rosling)

## Tipos
Las formas de presentar los datos son muy diversas; los gráficos clásicos son los siguientes:
- Tabla: sirven para mostrar números, siempre se pueden trabajar y hacerlas más fáciles de descodificar a primera vista (con colores, explicación previa).
- Gráfico de Barra: un gráfico de barra o columna hace énfasis en la comparación entre elementos en un período de tiempo específico.
- Gráficos de Línea: un gráfico de línea muestra las relaciones de los cambios en los datos en un período de tiempo.
- Gráfico Circular: también conocido como pie (gráfico de tarta) en inglés. Se utiliza para mostrar cómo diferentes partes representan un total.
- Gráficos de Dispersión: los gráficos de dispersión o "scatter plot" son útiles para mostrar la relación entre diferentes puntos de datos. Este tipo de gráfico utiliza valores numéricos para ambos ejes en lugar de utilizar categorías en alguno de los ejes como en los gráficos anteriores.
- Gráfico de Burbujas: un gráfico de Burbujas o Bubble chart es una variación de un gráfico de dispersión en el que los puntos de datos se reemplazan por burbujas y el tamaño de las burbujas representa una dimensión adicional de los datos.
- Treemap: consiste en un tipo de representación gráfica de datos jerárquicos en forma de rectángulos que ocupan el total del espacio de forma proporcional al valor de una variable.
- Gráficos Sociales: un gráfico social es como un mapa global que muestra con quién se relacionan las personas. Estos gráficos constan de nodos (personas) y flechas (relaciones) que conectan los nodos.
- Palabras: puedes utilizar nubes de palabras o etiquetas para analizar y descubrir tendencias.
- Infografías: las infografías son más elaboradas y buenas cuando se utiliza los datos para compartir información, difundirla y generar discusión, sobre todo con el objetivo de generar tráfico y enlaces para un sitio web.

## Herramientas

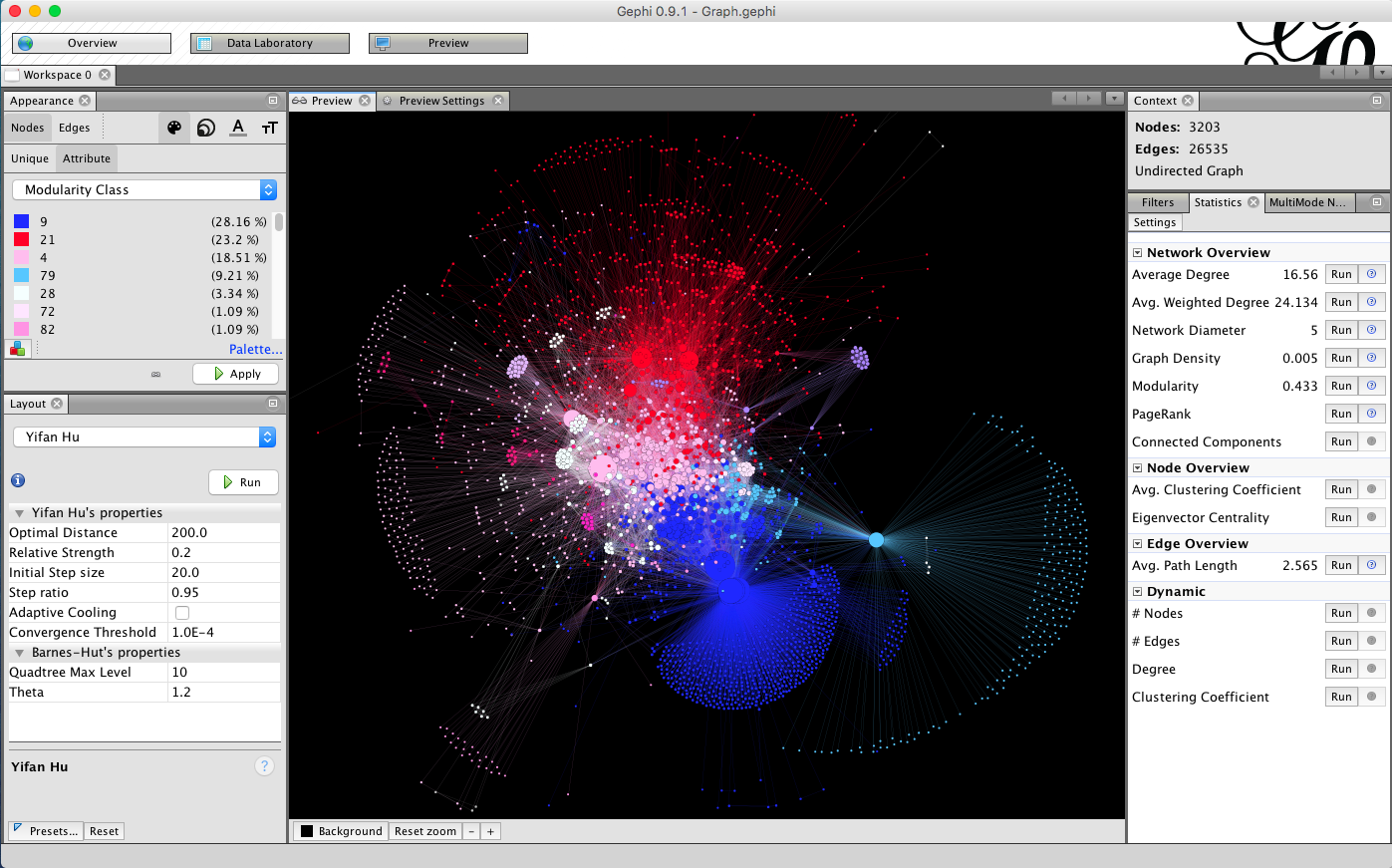
Grafo hecho en Gephi, un software especializado en la visualización de grafos.

Existen multitud de herramientas útiles para llevar a cabo el proceso de visualización de datos. Entre ellas, se pueden destacar las siguientes:

### LightningChart
LightningChart es un complemento para Microsoft Visual Studio, se utiliza para implementar visualizaciones de datos en aplicaciones desarrolladas en WPF y Windows Forms. Popular por su fluidez, soporta gráficos con más de mil millones de puntos de datos al mismo tiempo, actualizados en tiempo real. Posee una librería con más de 100 tipos de gráficos diferentes y personalizables, en 2D y 3D. Sus componentes para la visualización de datos son utilizados en programas y aparatos en todo tipo de campos e industrias.

### SAS Visual Analytics
SAS Visual Analytics proporciona mayores capacidades analíticas a partir de cualquier cantidad de datos, permitiendo llevar a cabo análisis de datos exploratorios. Sin necesidad de crear subconjuntos o muestras de datos. Gracias a sus funciones high-performance, puede utilizar todos sus datos, volúmenes grandes o pequeños, para obtener conocimientos precisos de forma mucho más rápida de lo que era posible hasta ahora.

### Tableau
Tableau Software es una de las herramientas de visualización de datos más utilizadas actualmente por los usuarios, debido en esencia a la facilidad de uso de todas sus funciones. Aunque en principio existe una versión de pago, se puede utilizar también de forma gratuita obteniendo gráficos profesionales sin la necesidad de pagar, pero con limitaciones a la hora de introducir un exceso de datos. Debido a la sencillez y rapidez de manejo, la hace accesible a todo el mundo sin la necesidad de dominar la programación. Por todo esto se la considera la herramienta líder de visualización de datos 
Permite crear informes, tableros de control y gráficos de diferentes tipos y formas que se van cambiando en tiempo real, a medida que vas introduciendo los datos. También, nos da la posibilidad de añadir información extra, como inserción de documentos o sitios web, que acompañarán a los datos.

### QlikView
Al igual que Tableau, QlikView es bastante fácil de manejar y permite utilizar e introducir gran cantidad de datos, que pueden proceder de diferentes formatos. Una vez introducidos se pueden manipular y organizar libremente según como se quieran presentar, para conseguir el objetivo final, que es obtener una forma atractiva de visualizar cantidades de datos. Entre sus características más destacadas está la de poseer los datos integrados en el propio cuadro de mandos, posibilitando trabajar con ellos sin la necesidad de estar conectado al origen de donde proceden. Uno de los puntos fuertes de QlikView es que no es necesario dominar la herramienta, al ser bastante intuitiva.

### Gephi
Es un programa de código abierto para la visualización y consulta de grafos. Además, Gephi permite manejar grafos grandes con buena calidad, algo no común en este tipo de herramientas. Gephi da la posibilidad al usuario de agrupar nodos del grafo, colorearlos, dotarlos de tamaños proporcionales a indicadores, etc. Su objetivo principal es ayudar a los analistas de datos a hacer hipótesis, aislar estructuras de datos o descubrir patrones de una forma intuitiva. Entre sus características, incluye el análisis dinámico de datos, la creación de cartografía y el uso de métricas preestablecidas. Finalmente, se pueden exportar los resultados vía PDF o SVG, este último con la posibilidad de ser reusado en otro software con la finalidad que se prefiera. Si se necesita alguna característica adicional, se puede hacer uso de Plugins, como si se tratara de un navegador.

### Many Eyes
Es una herramienta gratuita creada por la empresa IBM que ofrece 2 posibilidades: navegar entre datos ya existentes o usar los creados por uno mismo. Many Eyes permite la conversación alrededor de una visualización, es decir, los usuarios pueden aportar sus opiniones sobre los gráficos y proponer otros enfoques a partir de los mismos datos. Con esto se consigue enriquecer al máximo el contenido y sacar provecho a los datos para poder entenderlos de la mejor manera posible. Otro aspecto interesante de esta aplicación es su ámbito público, ya que no se puede utilizar de forma privada. El procedimiento es muy sencillo, ya que se basa en subir los datos y elegir un tipo de visualización. Después el sistema realiza sus cálculos y ofrece los resultados.

### Google Fusion Table
Es una aplicación web de visualización de datos experimentales para recoger, visualizar y compartir tablas de datos. Se trata de un servicio web proporcionado por Google desde 2009 para la gestión de datos o Mapeo Web, que permite el almacenamiento de datos en tablas visibles y descargables entre los usuarios de Internet -exportados en formato de archivo-, a través de gráficos circulares, gráficos de barras, diagramas de dispersión, líneas de tiempo, y mapas geográficos (Google Maps). The Guardian aplica Fusion Tables en El DataBlog Guardián, y para producir visualizaciones utilizando el API, por lo que ha recibido el premio de Periodismo en Línea en Reino Unido. Otros medios que aplican Fusion Tables son el Palm Beach Post en Florida, el Texas Tribune, y el Los Angeles Times en California.

### Quadrigram
Es un software de programación visual que se ejecuta en el propio navegador, que permite construir y compartir de manera sencilla proyectos interactivos de visualización de datos mediante un sistema de módulos interconectados, aplicando una operación o un control al flujo de datos de cada módulo, que permite personalizar, iterar y prototipar soluciones interactivas basadas en datos extraídos de procesos de análisis. La aplicación contiene una colección de ejemplos de plantillas predesarrolladas para monitorizar, analizar, investigar y comunicar con datos, fácilmente transformables en un proyecto personalizado para analizar datos. Se pueden crear visualizaciones de datos interactivas y combinables, eligiendo entre un amplio abanico de herramientas. El programa cuenta con más de 50 tipos de gráficos interactivos, desde barras hasta sistemas más complejos de árboles o pictogramas. El uso de plantillas de gráfico, texto e imagen también permite publicar el trabajo de forma sencilla como una página web o en el propio servidor de Quadrigram. Además, la plataforma permite exportar y descargar los proyectos como código fuente original, para después editar libremente y subir a servidores, y ofrece cuentas para diversos tipos de usuarios, pudiéndose probar gratis durante un mes.

### Nodebox
Es una herramienta de código abierto para el sistema operativo Mac OS X. Esta aplicación está diseñada para crear gráficos en 2D, tanto estáticos como dinámicos. Nodebox utiliza el código de programación Python lo que puede ser una desventaja frente a otros programas por tener que conocer dicho código. Su gran capacidad te permite trabajar con gran cantidad de datos. Además, sus archivos se pueden exportar a diferentes tipos de formatos, como PDF o a película QuickTime. Los documentos de Nodebox se crean gracias a nodos conectados entre sí.

### R
Es una herramienta estadística de código abierto desarrollada por los Laboratorios Bell. Se ejecuta en variedad de plataformas como Mac, UNIX o Windows. Está centrada en la creación de gráficos estadísticos y el análisis de datos. Es un programa muy potente que puede soportar grandes volúmenes de datos y librerías extensas. R es una herramienta muy compleja ya que se requieren conocimientos de programación para utilizarla. Esta herramienta utiliza el lenguaje R, similar al lenguaje S también desarrollado por laboratorios Bell. Los usuarios avanzados también pueden hacer uso del lenguaje C para tareas más complejas. R tiene su propio formato de documentación tanto en línea como en papel.

### Infogr.am
Es un servicio de Internet para crear y compartir visualización de datos tanto para expertos como principiantes. Permite crear infografías, visualizaciones de información y esquemas de representación de datos de forma útil y llamativa. Es una forma de desarrollar las ideas a través de gráficas con iconos, flechas y colores. Es una herramienta que dispone de un archivo para compartir trabajos de todo tipo con otras personas. Las infografías se pueden subir, marcar por temas e ideas además de archivar las imágenes que ocupan mucho espacio a través de códigos. Esto proporciona más velocidad siempre que el programa funcione correctamente.

### D3 Data Driven Documents
Es una herramienta de narración visual, una biblioteca de JavaScript para la manipulación de documentos basados en datos. D3 permite enlazar datos a un Modelo en Objetos para la Representación de Documentos (DOM) y aplicar transformaciones en el documento. Es un programa de código abierto que posibilita exponer las capacidades de los estándares web como HTML, SVG y CSS. Supone un gasto mínimo, es rápido y permite comportamientos dinámicos de interacción y animación. Facilita la reutilización a través de componentes o "plugins" y funciona con cualquier navegador moderno, incluyendo sistemas como Android y iOS.

### Visionaris
Es una herramienta de visualización de datos simple y completa que permite al usuario final la creación de tableros de comando y diversos gráficos que se actualizan en tiempo real, a medida que se introducen datos.

## Autores importantes

### Anglosajones
1. Tamara Munzner
2. Ben Shneiderman
3. John W. Tukey
4. Edward Tufte
5. Simon Wardley
6. Hans Rosling
7. David McCandless
8. Alexander Osterwalder
9. Ed Hawkins
10. Hadley Wickham
11. Leland Wilkinson
12. Mike Bostock

## Contenido adicional
- Guía en PDF sobre la Visualización de Datos

- Datos: Q6504956
- Multimedia: Data visualization / Q6504956